# Solymár
Solymár là một làng thuộc hạt Pest, Hungary. Làng này có diện tích 17,86 km², dân số năm 2010 là 10129 người, mật độ 567 người/km².